# Sandholts Lyndelse Kirke
Sandholts-Lyndelse Kirke ligger i landsbyen Lyndelse ca. 12 km NNØ for Faaborg (Region Syddanmark).

## Eksterne kilder og henvisninger
- Sandholts-Lyndelse Kirke Arkiveret 31. januar 2011 hos  Wayback Machine på nordenskirker.dk
- Sandholts-Lyndelse Kirke på KortTilKirken.dk

- Wikimedia Commons har flere filer relateret til Sandholts Lyndelse Kirke